# Papilio anchisiades

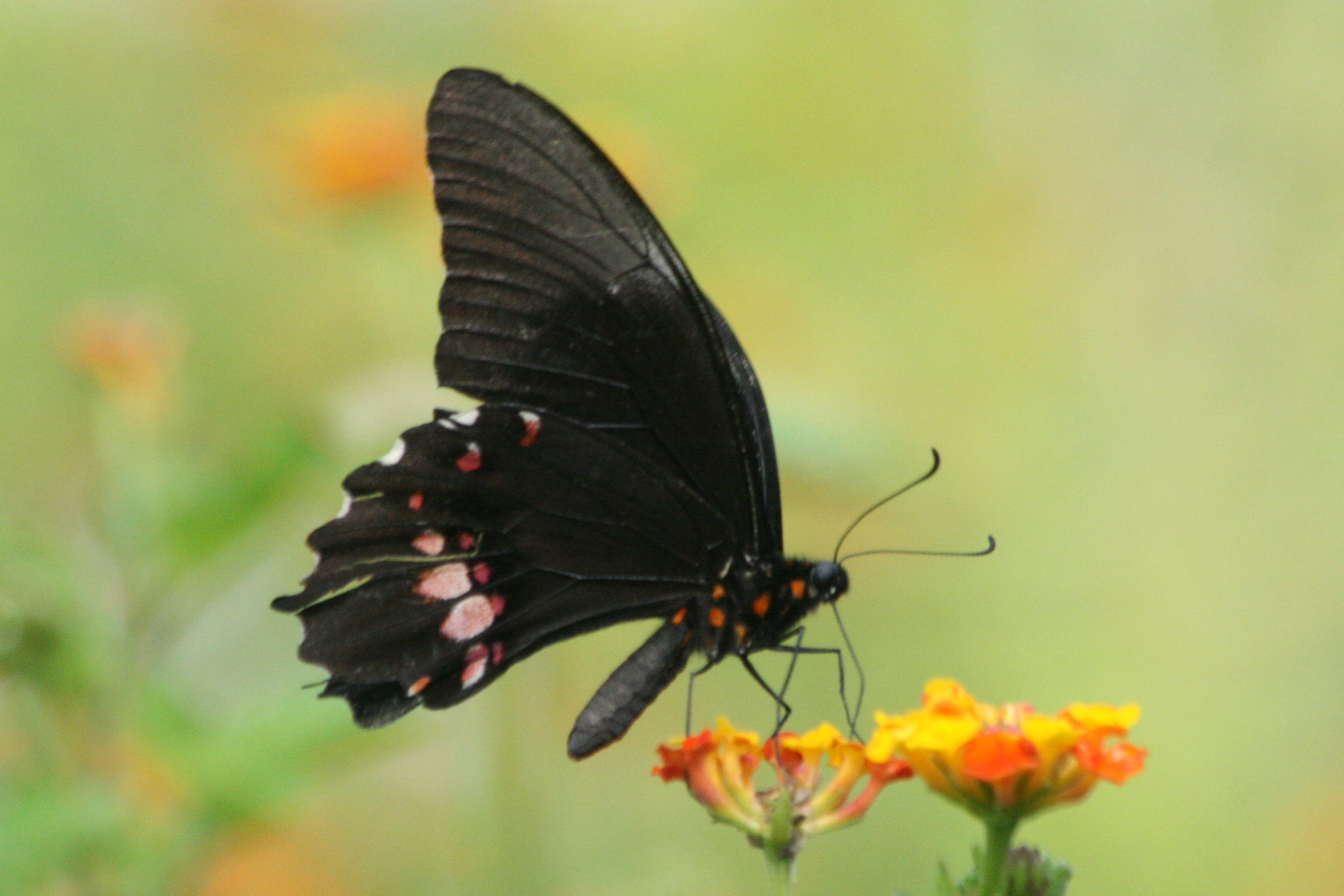
Rückseite

Papilio anchisiades ist ein Schmetterling (Tagfalter) aus der Familie der Ritterfalter (Papilionidae).

## Beschreibung

### Falter
Die Flügelspannweite der Falter beträgt 70 bis 100 Millimeter. Alle Flügel haben eine schwarzgraue bis tiefschwarze Grundfarbe. Der Apex ist spitz und leicht nach außen gebogen. Auf der Oberseite der Vorderflügel befindet sich bei einigen Exemplaren ein milchig weißer Fleck. Arttypisch ist ein großer hellroter bis rubinroter Fleck auf der Oberseite der Hinterflügel nahe am Tornus, der von schwarzen Adern durchzogen ist. Die Art wird deshalb im englischen Sprachgebrauch als Ruby-spotted Swallowtail oder Red-spotted Swallowtail bezeichnet. Aufgrund der markanten Zeichnungselemente ist die Art unverwechselbar. Die Hinterflügel sind gekerbt, es fehlen jedoch die für diese Gattung meist typischen Schwänzchen. Die Flügelunterseiten entsprechen farblich den Oberseiten, sind jedoch etwas blasser gefärbt.

### Ei
Die kugelrunden Eier haben eine gelbbraune Farbe und werden in Anzahl an den Blättern einer Nahrungspflanze abgelegt.

### Raupe
Jüngere Raupen haben eine fleischige Farbe, erwachsene sind bräunlich marmoriert und mit einigen cremefarbenen Flecken versehen. Sie versuchen sich vor Fressfeinden durch Mimese zu schützen; sie erinnern angenähert zuweilen an Vogelkot.

### Puppe
Die Puppe hat eine hellbraune Farbe und ist grünlich marmoriert.

## Verbreitung und Lebensraum
Das Verbreitungsgebiet von Papilio anchisiades erstreckt sich von Texas weiter südlich bis nach Argentinien. Richtung Nordosten wurde die Art als seltener Wanderfalter auch in Kansas nachgewiesen. Sie besiedelt bevorzugt subtropische Waldgebiete und Zitrusplantagen.

## Lebensweise
Die Falter bilden mehrere Generationen pro Jahr aus, die von April bis November anzutreffen sind. Sie besuchen zur Nektaraufnahme gerne verschiedene Blüten oder nehmen Flüssigkeit und Mineralstoffe an feuchten Erdstellen auf. Die Raupen leben gesellig und ernähren sich in der Nacht von den Blättern verschiedener Rautengewächse (Rutaceae), in Mexiko beispielsweise von Bergamotte (Citrus × limon) oder Casimiroa edulis. Am Tage ruhen sie an Baumstämmen.

## Unterarten
Folgende Unterarten sind bekannt:

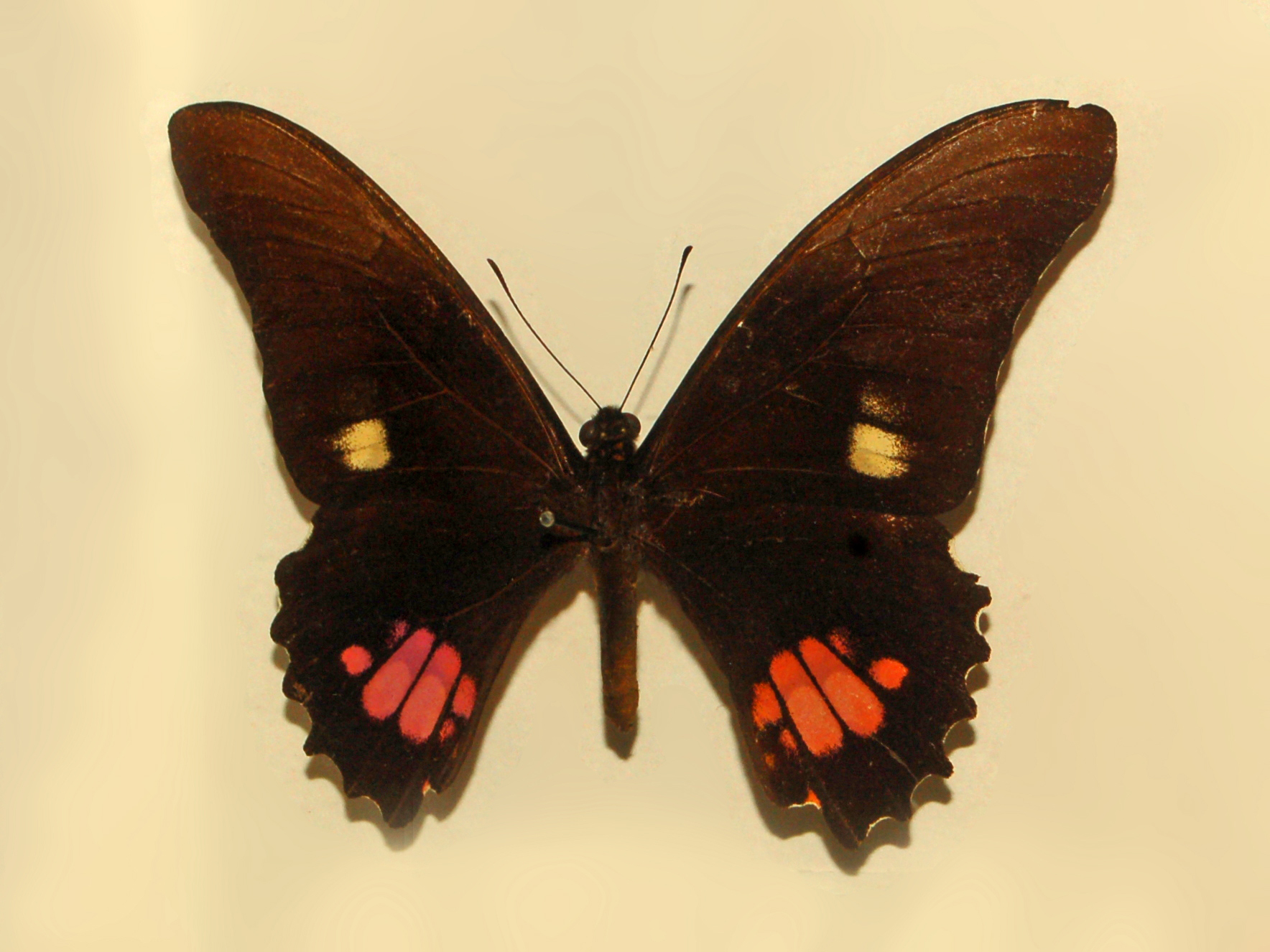
Präparat aus Peru

- Papilio anchisiades anchisiades Esper, 1788; Venezuela, Kolumbien bis Guayana, Peru
- Papilio anchisiades lamasi (Brown, 1994); Ecuador
- Papilio anchisiades idaeus (Fabricius, 1793); Texas, Mexiko bis Panama
- Papilio anchisiades capys (Hübner, 1809); Bolivien, Paraná, Argentinien, Paraguay
- Papilio anchisiades philastrius Fruhstorfer, 1915; Trinidad